# Siège de Phasis
Guerres perso-byzantines - Guerre lazique
Batailles
- Amida (502-503)

Guerre d'Ibérie
- Thannuris (528)
- Dara (530)
- Satala (530)
- Callinicum (531)

Guerre lazique
- Phasis (555-556)

Guerre pour le Caucase
- Constantine (582)
- Solachon (586)
- Martyropolis (588)

Guerre de 602 - 628
- Antioche (613)
- Césarée (614)
- Jérusalem (614)
- Égypte (618-621)
- Sarus (625)
- Constantinople (626)
- Tbilissi (627-628)
- Ninive (627)

Le siège de Phasis se déroule en 555-556 lors de la guerre lazique entre l'Empire byzantin et la Perse sassanide. Les Perses assiègent la ville de Phasis en Lazique mais ne parviennent pas à s'en emparer. La principale source du siège est l'historien du VIe siècle Agathias.

## Contexte
La guerre lazique débute en 541 avec la défection de Gubazès II, le roi de Lazique, qui rallie les Perses après avoir été dans le camp byzantin. Les Perses peuvent alors s'emparer du pays. Toutefois, Gubazès apprend qu'ils planifient de le tuer, de déporter son peuple et d'y implanter des colons perses, cherchant notamment à promouvoir le mazdéisme. De ce fait, il revient dans le camp byzantin et appelle Justinien à l'aide.
En 554, les Perses remportent une grande victoire la coalition byzantino-lazique à Telephis, contraignant leurs adversaires à se replier dans les régions occidentales de la Lazique. L'année suivante, ils empêchent une offensive byzantine contre la forteresse d'Onoguris. Au cours du printemps 555, le général perse Nachogaran décide d'assiéger la ville de Phasis, une puissante forteresse située à l'embouchure du fleuve éponyme. 

## Forces en présence et préparation du siège
Nachoragan commande une armée qui pourrait regrouper jusqu'à 60 000 soldats. Les forces byzantines dans la région sont dirigées par le maître des milices d'Arménie Martin et son commandant en second Justin, fils de Germanus. Au total, les Byzantins alignent moins de 20 000 hommes, et Nachoragan espère une victoire facile, d'autant que les fortifications de la cité sont en bois et donc facilement inflammables. 
La localisation de la ville, entre la mer Noire et la Phasis, la rend inattaquable depuis l'est, le nord et l'ouest. Du côté sud, un fossé sert de première ligne de défense. Toutefois, les Perses le comblent après plusieurs jours de travail acharné avant d'encercler la ville , y compris depuis la rive opposée du fleuve, en construisant un pont de bateaux à travers la Phasis. Dans le même temps, les Byzantins organisent la défense de la ville et leurs soldats prennent position des différents côtés de la forteresse.
La portion la plus ouest, qui est aussi la plus proche du fleuve, est gardée par Justin, tandis que Martin se place au sud-ouest. La partie sud est défendue par Angilas, Théodore et Philomathius. Angilas est mentionné comme chef d'un régiment de peltastes et de lanciers Maures, armés uniquement de boucliers et de lances. Théodore dirige l'infanterie lourde, comprenant des Macrons, un peuple récemment christianisé vivant dans les montagnes au-dessus de Trébizonde. Enfin Philomathius dirige des frondeurs et des lanceurs de plumbatas isauriens. La portion sud-est est protégée par Gibrus, qui commande une force combinée d'Hérules et de Lombards et la partie la plus à l'est est protégée par Valérien, dirigeant des forces de la préfecture du prétoire d'Orient. Enfin, les navires byzantins sont placés sous la protection du Wende Dabragezas et du Hun Elmingir.

## Le siège
Les Perses ouvrent les hostilités par des tirs de flèches. Martin, qui dirige les défenseurs, ordonne à ceux-ci de tenir leurs positions. Ainsi, ils ne doivent pas réagir aux provocations des Perses, qui tentent de les pousser à une sortie pour les combattre en terrain ouvert. Toutefois, Angilas et Philomathius, accompagnés de deux cents hommes, ouvrent la porte d'une tour pour attaquer les éléments adverses les plus avancés, qui les harcèlent par des volées de flèches. Théodore tente de les retenir mais il doit renoncer car il est minoritaire et il le suit dans cette attaque. S'il est réticent à l'idée de désobéir, il craint d'être traité de lâche par ses soldats,. 
Les Byzantins sont largement inférieurs en nombre. Agathias rapporte qu'ils auraient probablement été écrasés mais qu'ils sont sauvés par une erreur des Daylamites,. Ces derniers sont les auxiliaires des Sassanides, originaires des montagnes de la Perse. « Ils combattent à pied, armés d'une épée, d'un bouclier et de trois javelots ». Ils décident de les laisser approcher pour ensuite les encercler. Là, les Byzantins tentent une sortie désespérée contre leurs adversaires les plus proches des murailles. Or, les Daylamites ne tiennent pas leurs positions et permettent aux Byzantins de s'enfuir. Angilas et ses soldats peuvent alors revenir dans la cité,.
Au cours du siège, Martin décide de regonfler le moral de ses troupes autant que de semer la crainte chez ses adversaires. Il rassemble ses forces, prétendument pour discuter de la défense de la cité. Toutefois, ce rassemblement est interrompu par une personne inconnue, qui affirme être un messager en provenance de Constantinople. Martin lit alors le message impérial à ses soldats. Or, il s'agit d'un faux qui félicite les défenseurs pour leur bravoure et leur annonce que des renforts approchent. Le messager ajoute qu'ils campent près de la rivière Neocnus, à une courte distance de Phasis. Martin va plus loin en feignant d'être scandalisé à l'idée que lui et ses hommes doivent partager la gloire et le butin. Ses hommes l'approuvent, de nouveau prêts à combattre,. 
En réalité, ces renforts n'existent pas. Toutefois, la nouvelle apportée par le prétendu messager arrive jusqu'à Nachoragan qui réagit en deux temps. D'abord, il met en place une importante force de reconnaissance qu'il envoie observer ces renforts byzantins. Ensuite, il lance le reste de son armée dans un assaut général contre les murs de la ville, espérant la conquérir avant l'arrivée des renforts. Il affirme qu'il est prêt à brûler la ville et ses habitants et envoie ses aides de camp dans les bois voisins pour y rassembler du bois. Il leur ordonne aussi de vérifier le ciel et la présence de fumée, de manière à savoir si la ville est sur le point de tomber et ainsi apporter leur aide.
Alors que Nachoragan élabore son plan, Justin décide de profiter de l'accalmie. À la tête de 5 000 hommes et cavaliers, il fait une sortie vers une église dans les alentours. Sans raison apparente, les Perses ne s'aperçoivent pas cet important mouvement de force et mettent en œuvre leur plan d'attaque durant la même matinée. Des flèches et des lances traversent les airs pendant que les armes de siège sassanides tentent de détruire les murs en bois. Les défenseurs répondent en lançant de grosses pierres vers ces armes et des plus petites vers les soldats adverses. Alors que les combats continuent, Justin rentre vers Phasis, qu'il découvre assaillit. Il décide alors d'organiser ses troupes et d'attaquer les Perses par derrière. Cet assaut soudain désorganise complètement les assiégeants, dont les lignes sont percées et qui pensent être confrontés aux renforts mentionnés précédemment,. 
Dans la panique, les Sassanides commencent à battre en retraite et la plupart des Dailamites quittent leurs positions pour soutenir ceux qui sont en difficulté. Angilas et Théodore s'aperçoivent que peu de troupes adverses se situent dans leur secteur et décident de conduire une sortie contre elles. Les quelques Dailamites encore présents sont massacrés ou contraints à la fuite, poursuivis de près par les Byzantins. Les autres se rendent compte que leurs compagnons d'armes sont en grande difficulté et tentent de leur porter secours mais leur contre-attaque, mal organisée, est un échec,.
Les forces perses situées aux alentours pensent alors que les Dailamites battent en retraite et commencent à paniquer et à fuir. Dès lors, les Dailamites se retrouvent seuls et se précipitent pour suivre le reste de l'armée dans la fuite. Ainsi, pour Agathas, ils sont la cause et les victimes d'une double mésentente. Angilas et Théodore parviennent ainsi à provoquer une fuite générale des forces sassanides. Le reste des troupes byzantines se lancent en dehors de la cité et commencent à poursuivre leurs adversaires. L'ensemble de l'aile gauche des Sassanides s'effondre, alors que l'aile droite maintient sa cohésion pendant son repli,. Celle-ci comprend des éléphants de guerre qui pourraient avoir bloqué la progression byzantine. Toutefois, l'un des éléphants panique et se retourne contre les Perses. Les chevaux de ces derniers ne tardent pas à être terrifiés et paniquent à leur tour. Dans la confusion, les Perses se dispersent. Quand Nachoragan donne l'ordre de se replier, la grande majorité de son armée a déjà fui le champ de bataille ou est en train de le faire,.
À la nuit tombée, les Perses ont perdu au moins 10 000 hommes et la plupart de leurs engins de siège. Les pertes byzantines n'auraient pas excédé deux cents morts. Dans le même temps, les Perses envoyés par Nachoragan récupérés du bois prennent la fumée causée par la destruction des engins de siège pour le signal de l'assaut de la cité et se précipitent vers cette dernière. Près de 2 000 d'entre eux sont tués et les autres sont capturés.

## Conséquences
Après la bataille, Nachoragan est à court d'approvisionnement alors que l'hiver approche. Il lève le siège et se replie le lendemain. Ses troupes prennent le chemin de Koutaïssi et de Mochereisis. Les renforts perses arrivent trop tard pour faire la différence et doivent aussi se replier. Les forces byzantines restent dans les régions occidentales de la Lazique, qu'elles contrôlent bien. Finalement, Nachoragan traverse le royaume d'Ibérie durant l'hiver. Toutefois, les nouvelles de cet échec arrivent à Chosroès Ier, le roi des Perses, qui critique vertement son général. Agathias rapporte que Nachoragan aurait été écorché vif sur ordre de Chosroès, qui veut décourager toute fuite devant l'ennemi.